# Skoky do vody na Letních olympijských hrách 1964
Skoky do vody na Letních olympijských hrách v Tokiu.

## Medailisté

### Muži
| Kategorie | Zlato                                             | Stříbro                                     | Bronz                                             |
| --------- | ------------------------------------------------- | ------------------------------------------- | ------------------------------------------------- |
| Prkno 3 m | Kenneth Sitzberger · Spojené státy americké (USA) | Frank Gorman · Spojené státy americké (USA) | Lawrence Andreasen · Spojené státy americké (USA) |
| Věž 10 m  | Bob Webster · Spojené státy americké (USA)        | Klaus Dibiasi · Itálie (ITA)                | Tom Gompf · Spojené státy americké (USA)          |

### Ženy
| Kategorie | Zlato                                             | Stříbro                                           | Bronz                                           |
| --------- | ------------------------------------------------- | ------------------------------------------------- | ----------------------------------------------- |
| Prkno 3 m | Ingrid Krämerová · Tým sjednoceného Německa (EUA) | Jeanne Collierová · Spojené státy americké (USA)  | Patsy Willardová · Spojené státy americké (USA) |
| Věž 10 m  | Lesley Bushová · Spojené státy americké (USA)     | Ingrid Krämerová · Tým sjednoceného Německa (EUA) | Galina Alekseyevaová · Sovětský svaz (URS)      |

## Přehled medailí
| Pořadí | Země                           | Zlato | Stříbro | Bronz | Celkově |
| ------ | ------------------------------ | ----- | ------- | ----- | ------- |
| 1.     | Spojené státy americké (USA)   | 3     | 2       | 3     | 8       |
| 2.     | Tým sjednoceného Německa (EUA) | 1     | 1       | 0     | 2       |
| 3.     | Itálie (ITA)                   | 0     | 1       | 0     | 1       |
| 4.     | Sovětský svaz (URS)            | 0     | 0       | 1     | 1       |